# Гродненский государственный университет
Гродненский государственный университет имени Янки Купалы (бел. Гродзенскі дзяржаўны ўніверсітэт імя Янкі Купалы) — высшее учебное заведение, расположенное в Гродно.

## История

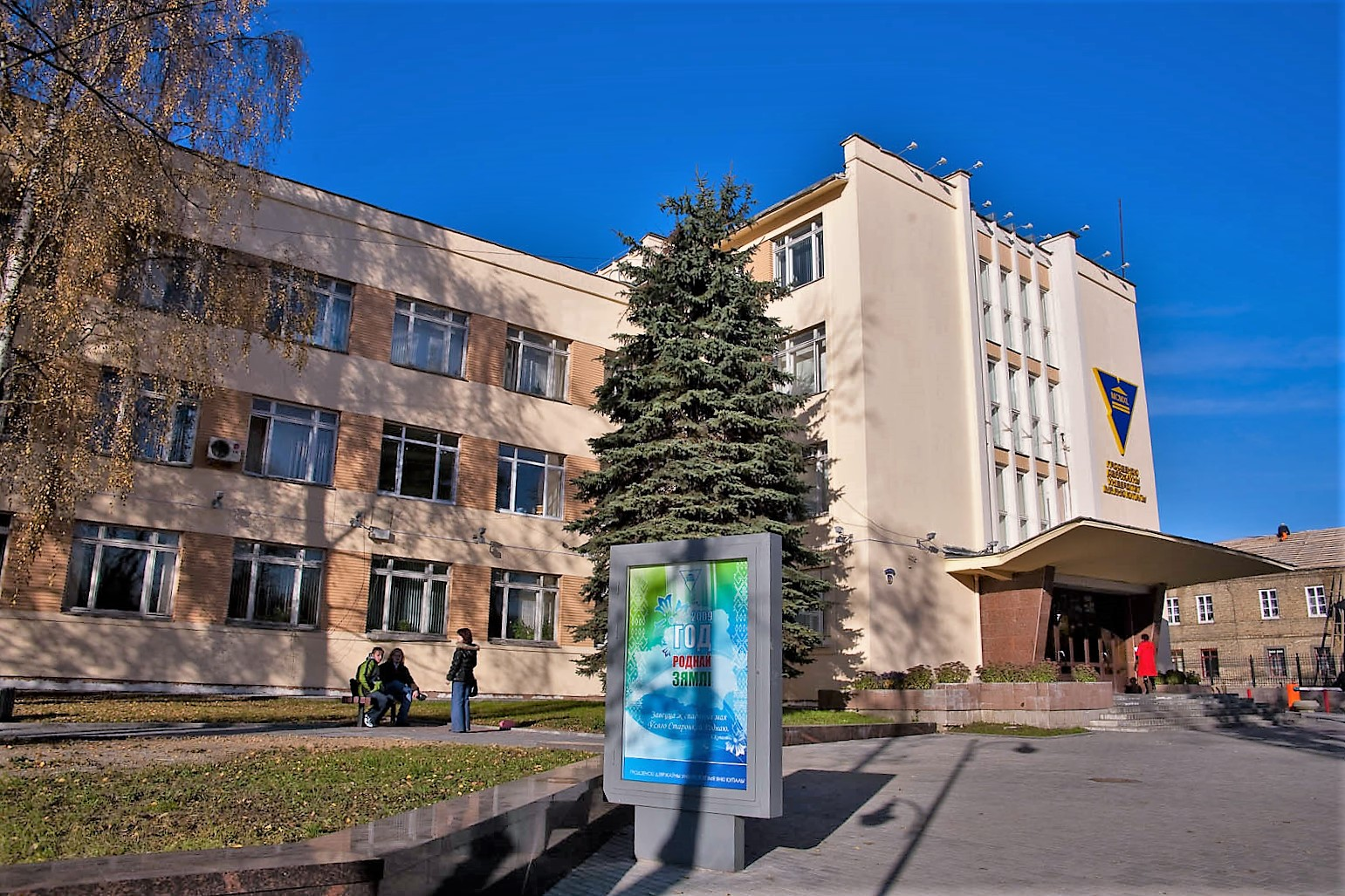
Корпус №1 Гродненского государственного университета имени Янки Купалы

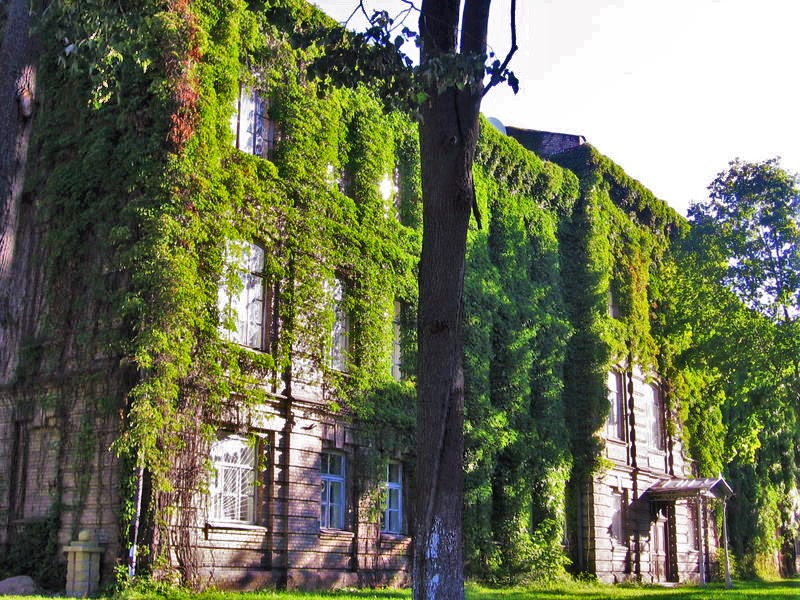
Здание Гродненской женской Мариинской гимназии (1893-1914), в настоящее время корпуса Гродненского государственного университета имени Янки Купалы

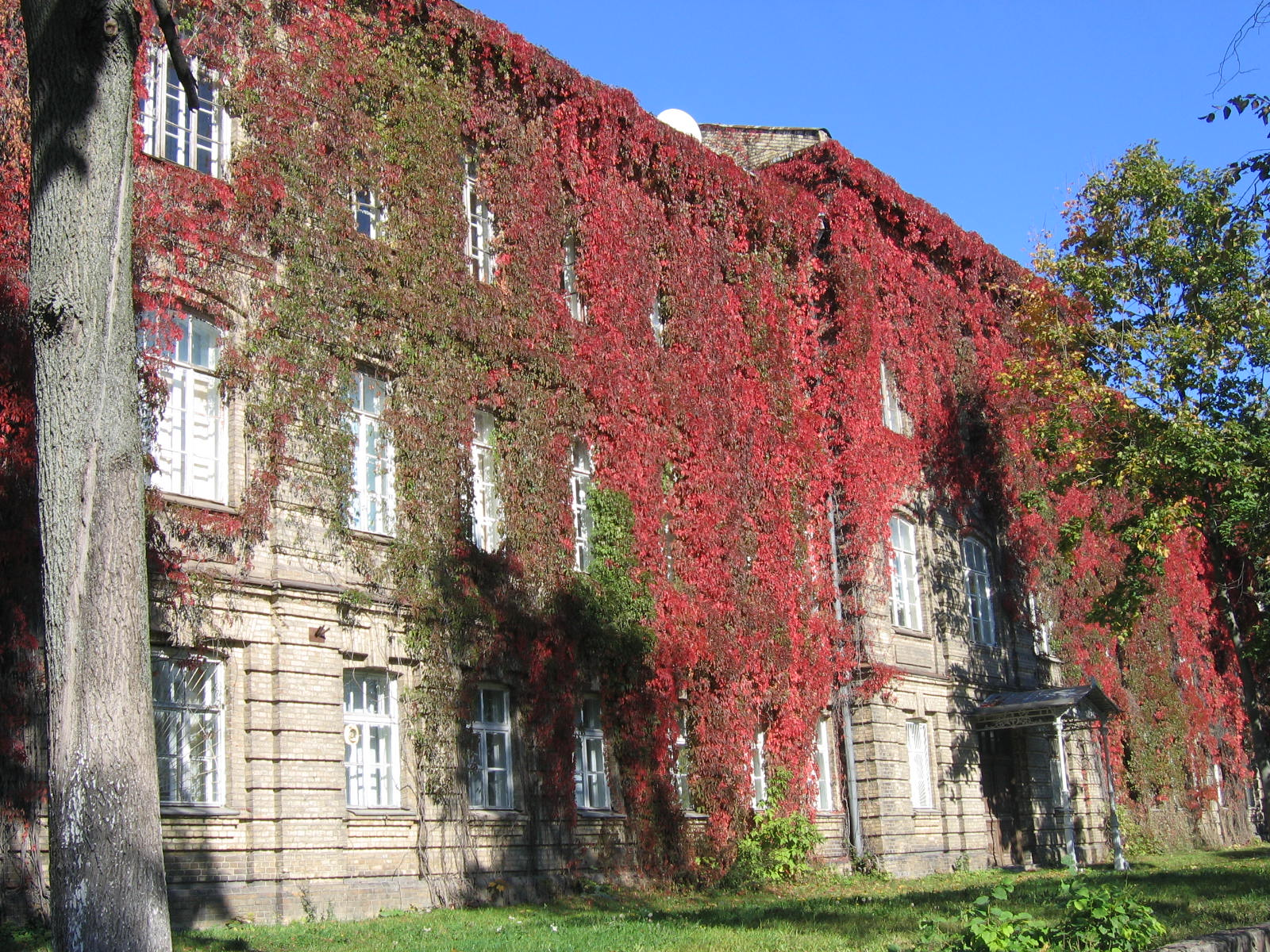
Здание Гродненской женской Мариинской гимназии (1893-1914), в настоящее время корпуса Гродненского государственного университета имени Янки Купалы

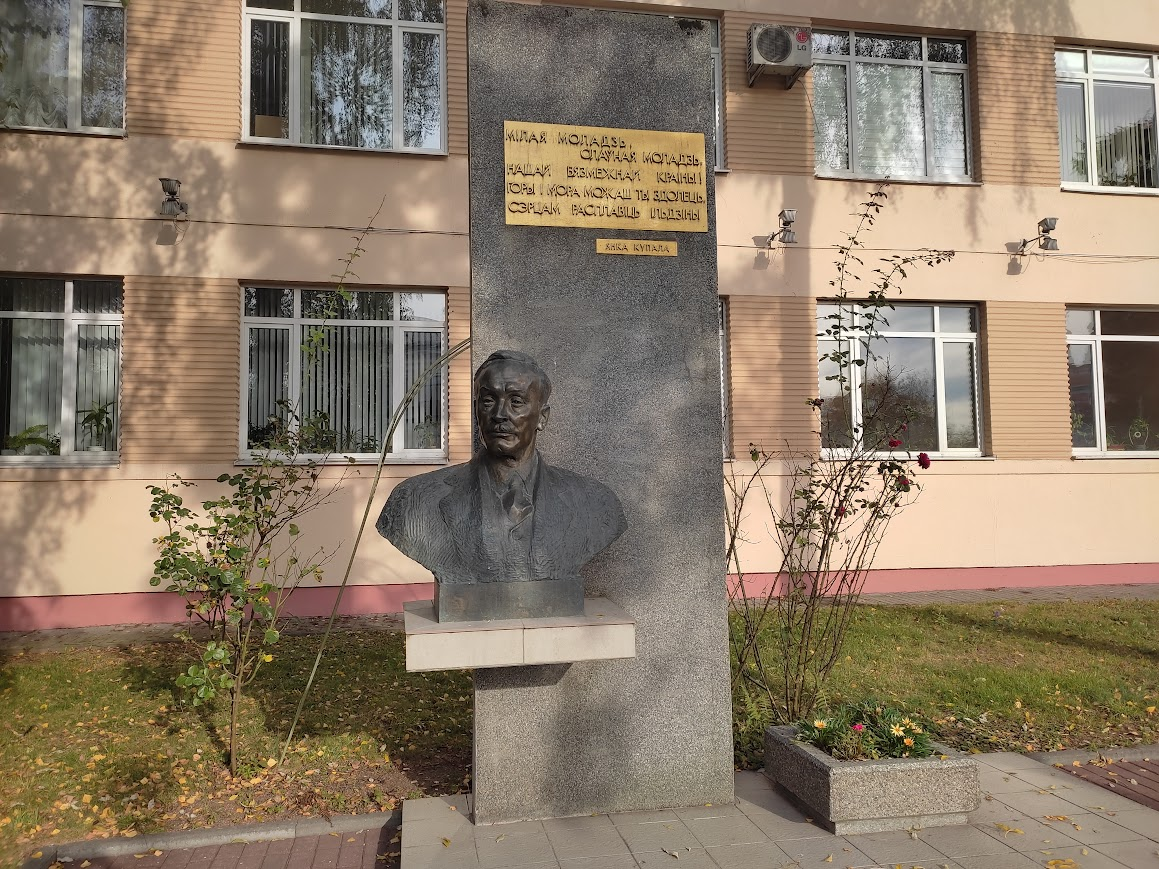
Памятник Янке Купале (бюст). В 1965 г. перед корпусом университета был открыт памятник авторства скульптора В.Даненкова (в некоторых источниках – З.И.Азгура)

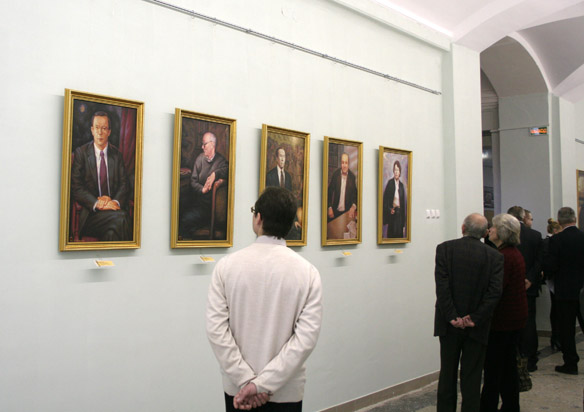
Открытие Галереи портретов профессоров в 2010 году в честь 70-летия университета. Экспозиция обновляется: в галерее появляются портреты профессоров, которые внесли существенный вклад в развитие науки

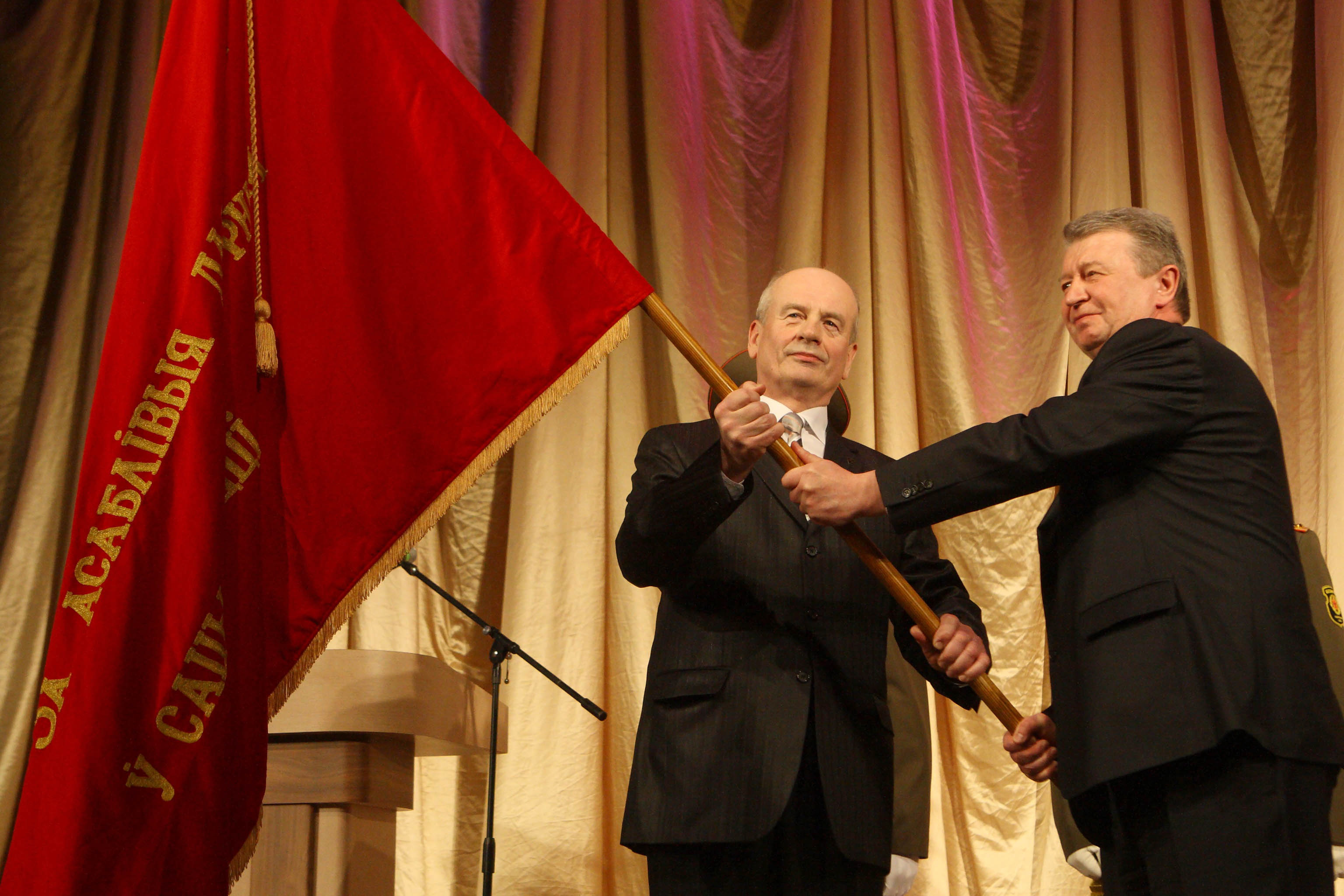
Вручение ГрГУ им. Янки Купалы Почётного государственнго знамени Беларуси

22 февраля 1940 года по решению СНК БССР в Гродно был основан учительский институт, развитие которого было прервано Великой Отечественной войной. Уже в 1944 году занятия продолжились, причём параллельно учительский институт был преобразован в педагогический (с тремя факультетами — физико-математическим, литературным и иностранных языков). В 1957 году институту присвоено имя Янки Купалы. В 1967 году при институте состоялась первая защита докторской диссертации, а в 1969 году открылась аспирантура. 1 мая 1978 года педагогический институт был преобразован в Гродненский государственный университет имени Янки Купалы.
В 2001 году в состав университета включен Институт последипломного образования. В период с 2001 по 2006 год в состав ГрГУ были включены 4 колледжа: Технологический, Волковысский, Лидский, Гуманитарный.
Сегодня структура университета включает 13 факультетов, 53 кафедры, 4 колледжа (Волковысский, Гуманитарный, Лидский, Технологический), Институт повышения квалификации и переподготовки кадров, РУП «Учебно-научно-производственный центр «Технолаб» в статусе научно-технологического парка , Центр трансфера технологий . 
ГрГУ им. Янки Купалы осуществляет свою деятельность в соответствии со Стратегией учреждения образования «Гродненский государственный университет имени Янки Купалы» на 2021 – 2025 годы и на перспективу до 2030 года («Стратегия опережающего развития»). Сейчас в университете ведется работа по разработке Стратегии на период 2026 – 2030 гг. и на перспективу до 2035 года, Стратегии Качества.
ГрГУ им. Янки Купалы традиционно находится в числе лидеров среди национальных учреждений высшего образования по результатам международных рейтингов. Университет участвует в рейтинге Webometrics Ranking of World Universities с 2006 года и находится в числе лучших университетов Республики Беларусь. По данным международного рейтинга Webometrics (февраль 2025) Гродненский государственный университет имени Янки Купалы находится на 4-м месте среди белорусских учреждений высшего образования и на 3636-м месте в мировом рейтинге . 
Университет осуществляет подготовку кадров от уровня среднего специального образования до докторантуры и переподготовки, таким образом, реализует принцип «Обучение через всю жизнь». В 2024-2025 учебном году Университет осуществляет подготовку: по 57 специальностям I ступени высшего образования, 49 – общего высшего, 6 – специального высшего, 29 – углубленного высшего, 35 – научно-ориентированного, 29 – среднего специального и 16 – дополнительного образования взрослых.
В 2010 году ГрГУ им. Янки Купалы первым среди региональных учреждений высшего образования Республики Беларусь получил национальный и международный сертификаты соответствия системы менеджмента качества требованиям СТБ ISO 9001-2009 и ISO 9001:2008 (серия стандартов ISO 9000). Университет пять раз удостоен звания лауреата Премии Правительства Республики Беларусь за достижения в области качества (2010, 2015, 2018, 2021, 2025 годы). 
1 сентября 2010 года — ввод системы электронных студенческих билетов. Второе (после БГУ) учебное заведение в Республике Беларусь, где внедрена система электронных студенческих билетов.
В 2014 году разработана и внедрена интегрированная система индивидуальных и кафедральных рейтингов. Также университет успешно прошел государственную аккредитацию на соответствие типу классического университета, подтвердив свой статус.
Образовательный портал университета в 2014 году получил интернет-премию «Tibo» в номинации «Образование и наука».
В университете выстроена траектория взаимодействия с организациями-заказчиками кадров: функционируют кластеры (Гродненский областной образовательный кластер (2016), Инновационный медийный кластер (2016), Инновационного кластера по формированию управленческого потенциала региона (2019)), координационные советы на факультетах, заключены договоры о сотрудничестве, например, с несколькими райисполкомами Гродненской области (Вороновский, Новогрудский, Свислочский, Волковысский).
С 29 сентября 2017 года Андрей Дмитриевич Король был назначен на должность ректора Белорусского государственного университета. 7 декабря 2017 года на должность ректора Гродненского государственного университета имени Янки Купалы назначена Ирина Фёдоровна Китурко.
В 2017 году начато строительство первого здания Научно-технологического парка ГрГУ. В этом же году было завершено строительство и состоялось открытие первого здания Научно-технологического парка ГрГУ имени Янки Купалы.
На базе ГрГУ имени Янки Купалы создан первый в стране Инновационный кластер по формированию управленческого потенциала региона. В начале 2020 года началось строительство второй очереди Научно-технологического парка ГрГУ.
Коллектив ГрГУ им. Янки Купалы награжден грамотой Министерства образования Республики Беларусь по итогам работы за 2017 год: за эффективную работу по внедрению информационно-коммуникационных технологий в организацию образовательного процесса и управление университетом.
В 2020 в ГрГУ имени Янки Купалы создан Фонд инновационного развития университета.
В сентябре 2020 года состоялось торжественное открытие нового студенческого общежития по улице Дубко.
Ректор университета Китурко  И.Ф. является победительницей республиканского конкурса «Женщина года – 2021» в номинации «За лидерство и успешное руководство».
По итогам работы за 2023/2024 учебный год военный факультет занял I место среди военных факультетов учреждений высшего образования. 
Университет занял I место в конкурсе на лучшую постановку идеологической работы в учреждениях, организациях и предприятиях Ленинского района г. Гродно в группе «Учреждения, обеспечивающие получение среднего специального и высшего образования» (по итогам 2023 года).
В университете создана Ассоциация выпускников Гродненского государственного университета имени Янки Купалы . Состоялось два Съезда Ассоциации (2020, 2025) с участием выпускников – авторитетных ученых, предпринимателей, руководителей учреждений .
Университет в феврале 2025 года награжден Грамотой Министерства образования Республики Беларусь по итогам работы системы образования за 2024 год и наградой в номинации «За высокие достижения в области качества образования».
Ректор университета Китурко  И.Ф. награждена нагрудным знаком «Лидер качества» за личный вклад в повышение качества выпускаемой продукции и оказываемых услуг в 2024 году.

## Администрация
По данным:
- С. Я. Раскин (1940)
- Д. П. Кардаш (1940—1941)
- Н. В. Власовец (1944—1949)
- И. Н. Малюкевич (1949—1955)
- Д. С. Марковский (1955—1973)
- А. В. Бодаков (1973—1994)
- Л. Н. Кивач (1994—1997)
- С. А. Маскевич (1997—2005)
- Е. А. Ровба (2005—2013)
- А. Д. Король (2013—2017)
- И. Ф. Китурко (2017 — н. в.)

- Ректор — Китурко Ирина Фёдоровна, доктор исторических наук, доцент
- Первый проректор — Каревский Александр Евгеньевич, кандидат биологических наук, доцент
- Проректор по учебной работе — Павлов Леонтий Юрьевич, кандидат исторических наук, доцент
- Проректор по научной работе — Башун Наталья Зигмундовна, кандидат биологических наук, доцент
- Проректор по идеологической и воспитательной работе — Сенько Василий Васильевич, кандидат физико-математических наук, доцент

## Награды
- Университет награжден Почетным государственным знаменем Республики Беларусь (2010)[19].
- Занесен на Республиканскую Доску Почета в номинации «Научная организация» (2019, 2023)[20].
- Лауреат конкурса «Премия Правительства Республики Беларусь в области качества» (2010, 2015, 2018, 2021, 2025 годы)[8].
- По итогам 2023/2024 учебного года университет занял III место в Республиканской универсиаде (занимал I место в 2019, 2020, 2021, 2022/2023).
- За достижение в 2022 году наилучших показателей в сфере социально-экономического развития учреждение образования «Гродненский государственный университет имени Янки Купалы» признан победителем соревнования среди научных организаций. Занесён на Республиканскую доску Почёта[21].
- Университет в феврале 2025 года награждён Грамотой Министерства образования Республики Беларусь по итогам работы системы образования за 2024 год и наградой в номинации «За высокие достижения в области качества образования»[22].

## Университет в мировых рейтингах
Информация актуальная на июнь 2025 года:
- QS EECA Ranking 2022 — 199-е место в мировом рейтинге (5-е место в Беларуси).
- Webometrics (февраль 2025) — 3636-е место (4-е место в Беларуси)[24].
- UniRank (4icu) — 3168-е место в мировом рейтинге (4-е место в Беларуси).
- UI GreenMetric — 1098-е место в мировом рейтинге (6-е место в Беларуси)[25].
- Times Higher Education World University Rankings — статус «репортёр».
- THE Impact Rankings — 1501+ место в мировом рейтинге.
- MosIUR — 1751—2000 место.

Научная библиотека университета насчитывает около 700 000 экземпляров книг на английском, немецком, французском, польском, итальянском, испанском, литовском, китайском, украинском языках.

## Международная деятельность
Сети, ассоциации, в которых состоит ГрГУ имени Янки Купалы 
- Ассоциация университетов Европы (EUA)[28]
- Сеть университетов региона Балтийского моря (BSRUN)
- Евразийская ассоциация университетов (ЕврАУ)
- Сеть университетов пограничья (СУП)
- Балтийский университет (BUP)[29]
- Германская служба академических обменов (DAAD)
- Международная ассоциация по обмену студентами для прохождения производственной практики (IAESTE)[30]
- Ассоциация ректоров педагогических университетов
- Группа Университетов Компостела
- Сеть научных исследователей (RENET)
- Евразийская ассоциация педагогических университетов
- Ассоциация внешнеполитических исследований имени А.А. Громыко (АВИ)
- Международная ассоциация выпускников вузов Республики Беларусь (МАВВУЗ)
- Союз ВУЗов «Один пояс – один путь»
- Российско-Белорусский университетский союз «ВМЕСТЕ»
- Китайско-Белорусская Ассоциация университетов
- Лига университетов России, Бразилии и Республики Беларусь
- Альянс цифрового образования стран Шанхайской организации сотрудничества

## Структура
Факультеты:
- Факультет биологии и экологии;
- Военный факультет;
- Педагогический факультет;
- Факультет психологии;
- Физико-технический факультет;
- Инженерный факультет;
- Факультет физической культуры;
- Филологический факультет;
- Факультет искусств и дизайна;
- Факультет экономики и управления;
- Факультет истории, коммуникации и туризма;
- Юридический факультет;
- Факультет математики и информатики.

В структуру университета входят:
- Институт повышения квалификации и переподготовки кадров;
- Волковысский колледж;
- Лидский колледж;
- Технологический колледж;
- Гуманитарный колледж;
- РУП УНПЦ «Технолаб» в статусе научно-технологического парка[2];
- Центр трансфера технологий.

## Известные профессоры университета
- Максимович Вячеслав Александрович — профессор кафедры физического воспитания и спорта [31].
- Ватыль Виктор Николаевич — заведующий кафедрой кафедра политологии и социологии, доктор политических наук, профессор [32].
- Черепица Валерий Николаевич — кандидат исторических наук, профессор.
- Ярмусик Эдмунд Станиславович — профессор кафедры истории Беларуси, археологии и специальных исторических дисциплин [33].

## Известные выпускники
По данным:
- Андрейчик Олег Евстафьевич — заместитель Министра спорта и туризма (2022).
- Байко Валентин Валентинович — председатель общего собрания участников СООО «Конте Спа».
- Бичель-Загнетова Данута Ивановна — белорусская поэтесса.
- Брусевич Анатолий Александрович — белорусский поэт.
- Волкович Наталья Александровна — директор Гуманитарного колледжа учреждения образования «Гродненский государственный университет имени Янки Купалы».
- Гачко Геннадий Алексеевич — кандидат физико-математических наук, доцент.
- Жук Андрей Вацлавович — заместитель председателя Гродненского областного исполнительного комитета.
- Заводник Илья Борисович — профессор кафедры биохимии учреждения образования «Гродненского государственного университета имени Янки Купалы».
- Китурко Ирина Фёдоровна — ректор учреждения образования «Гродненский государственный университет имени Янки Купалы» (2017 — н. в.)
- Клишин Владимир Владимирович — заместитель прокурора Гродненской области; до апреля 2023 года прокурор г. Гродно.
- Конюшкевич Мария Иосифовна — доктор филологических наук, профессор.
- Корзун Александр Анатольевич — председатель Гродненского областного суда.
- Корбут Ольга Валентиновна — гимнастка, заслуженный мастер спорта СССР, 4-хкратная олимпийская чемпионка (Мюнхен, 1972; Монреаль, 1976), чемпионка мира (1974 г.)
- Король Андрей Дмитриевич — ректор Белорусского государственного университета, ректор учреждения образования «Гродненский государственный университет имени Янки Купалы» (2013—2017).
- Курлович, Александр Николаевич — советский и белорусский тяжелоатлет, заслуженный мастер спорта СССР, заслуженный работник физической культуры и спорта Республики Беларусь.
- Лакиза Вадим Леонидович — директор Института истории НАН Беларуси.
- Лукашик Константин Леонидович — олимпийский чемпион (Барселона, 1992 г.)
- Мартынов Иван Платонович — профессор кафедры математического анализа, дифференциальных уравнений и алгебры учреждения образования «Гродненского государственного университета имени Янки Купалы».
- Маскевич Сергей Александрович — директор Международного экологического института имени А. Д. Сахарова БГУ, министр образования Республики Беларусь (2010—2014), ректор учреждения образования «Гродненский государственный университет имени Янки Купалы» (1997—2005).
- Мельяченко Николай Николаевич — директор РУП РТЦ «Телерадиокомпания „Гродно“».
- Романов Олег Александрович — бывший ректор УО «Полоцкий государственный университет», бывший первый проректор учреждения образования «Гродненский государственный университет имени Янки Купалы», доктор философских наук, профессор, председатель РОО «Белая Русь» (2022 г.)
- Романовский Юрий Яцентович — ректор УО «Полоцкий государственный университет» (2022), бывший первый проректор (2021—2022) и проректор по научной работе (2019—2021) учреждения образования «Гродненский государственный университет имени Янки Купалы»[35].
- Слижевский Олег Леонидович — министр юстиции Республики Беларусь (2011—2021).
- Сенько Юрий Алексеевич — Председатель Федерации профсоюзов Беларуси, Чрезвычайный и полномочный посол Республики Беларусь в Китайской Народной Республике (2020—2023), председатель Государственного таможенного комитета Республики Беларусь (2014—2020).
- Тертель Иван Станиславович — председатель КГБ Республики Беларусь, председатель Комитета государственного контроля Республики Беларусь (2020 г.)
- Тихон Иван Григорьевич — серебряный призёр Олимпийских игр 2004 года, 2016 года, участник Олимпийских игр (2000 — 4-е место); чемпион мира (2003, 2005, 2007); чемпион Европы (2006); победитель Кубка Европы (2007); чемпион Всемирной Универсиады (2003); победитель первенства Европы среди молодёжи (1997).
- Тарантей Виктор Петрович — профессор, доктор педагогических наук.
- Тюненкова Елена Владимировна — олимпийская чемпионка (Токио, 1964), заслуженный мастер спорта СССР, заслуженный тренер Республики Беларусь
- Черевач Владимир Олегович — заместитель председателя Постоянной комиссии по законодательству Палаты Представителей Национального собрания Республики Беларусь V созыва.
- Черепица Валерий Николаевич — кандидат исторических наук, профессор.
- Черепица Вадим Валерьевич — председатель Гродненской областной коллегии адвокатов (с 2016 года по н. в.)
- Шилова Ирина Олеговна — олимпийская чемпионка (Сеул, 1988 г.)
- Юргель Елена Ивановна — начальник главного управления юстиции Гродненского облисполкома.